# HTC Legend
HTC Legend är en smartphone från HTC Corporation Den är utrustad med 3,2-tums OLED-skärm och Android-OS. Mobilen har kamera, WiFi-uppkoppling och bland de inbyggda internettjänsterna finns Flickr, Youtube och Facebook.